# New Arc Line
New Arc Line — майбутня фентезі-стимпанкова рольва гра від київської студії Dreamate Entertainment під видавництвом Fulqrum Publishing. Для створення гри команда надихалася Arcanum: Of Steamworks and Magick Obscura, Dragon Age: Origins, The Witcher та Divinity: Original Sin. Проєкт вийшов у ранній доступ 26 листопада 2024 року на Steam, а повноцінний реліз заплановано на 2025 рік.

## Ігровий процес
New Arc Line — ізометрична рольова відеогра з видом від третьої особи та покроковою механікою бою. Гравець створює власного персонажа, обираючи расу, стать, зовнішність та клас протагоніста. Обраний клас буде впливати на доступні варіанти діалогів у подальшому проходженні. 
Досліджуючи ігровий світ, виконуючи квести та перемагаючи ворогів, персонажі заробляють бали досвіду та підвищують свій рівень. Щоразу, коли гравці досягають нового рівня, вони отримують бали, які витрачають на покращення атрибутів персонажа. Це партійна рольова гра, тож у процесі проходження до протагоніста долучаються напарники, які супроводжують їх під час пригод і надають допомогу в бою. Всі напарники мають власний моральний компас і передісторії, та реагують на вибори зроблені гравцем через «систему схвалення». Коли рішення гравців ідуть у розріз із їх світоглядом, їхнє схвалення спадає. На основі своїх ігрових виборів гравці можуть завести романтичні стосунки зі своїми товаришами по табору.

## Розробка
Перший прототип New Arc Line отримав кілька нагород і Epic MegaGrant, що дозволило студії розвиватися та найняти спеціалістів, які працювали у студіях на кшталт GSC Game World, 4A Games, Wargaming та інших. Dreamate анонсували New Arc Line у квітні 2021 року, а у липні випустили перший щоденник розробників, у якому детальніше розповіли про свій проєкт і про саму студію Dreamate. 8 липня розробники також випустили відео на YouTube, у якому наративний дизайнер гри, Сергій Тен, детальніше розповів про розробку проєкту в умовах широкомасштабного воєнного вторгнення росії в Україну. У грудні 2022 року розробники випустили перший геймплейний трейлер, де показали як ігровий процес, так і розкрили деякі деталі про ігровий сетинг та саму команду, що працює над New Arc Line.
У лютому 2023 року розробники зауважили, що у грі обов'язково буде українська мова, а у березні того ж року оголосили про пошук видавця для проєкту. 29 серпня 2023 року разом з виходом трейлеру стало відомо, що видавцем виступатиме компанія Fulqrum Publishing, також розробники заявили про наявність у грі не тільки текстової локалізації, а й повноцінної української озвучки.
У жовтні 2024 року в Steam випустили коротке демо гри, а у листопаді New Arc Line вийшла у ранній доступ, де гравцям стали доступні близько чверті основного сюжету та третина загального контенту.